# 액세스 포인트 이름
액세스 포인트(Access Point Name, APN)은 휴대정보단말기 등을 휴대전화 네트워크에 연결하여 데이터 통신을 할 때 필요한 대상을 지정하는 문자열이다. PC로부터 인터넷에 연결할 수 있는 공급자 설정에 해당하는 것으로 다양한 네트워크 서비스와 인터넷 연결을 제공하는 계약한 사업자의 이름을 설정한다.

## APN의 구조
구조화된 APN은 그림에서 보여지는 것처럼 두 부분으로 이루어진다.
- 네트워크 식별자(Network Identifier): 게이트웨이 GPRS 지원 노드(GGSN)에 연결될 외부 네트워크를 정의함. 간혹, 사용자에 의해 요구되는 서비스를 포함할 수도 있다. 이 부분은 필수임.
- 사업자 식별자(Operator Identifier): 게이트웨이 GPRS 지원 노드(GGSN)이 위치한 특정 사업자의 패킷 도메인 네트워크 정의함. 이 부분은 선택적임. MCC는 모바일 국가 코드(Mobile Country Code)이고 MNC는 모바일 네트워크 코드(Mobile Network Code)이고, 두 가지로 특정 모바일 네트워크 사업자를 식별한다.

APN 예:
- three.co.uk (주의: 이 APN은 사업자의 웹 주소를 사용한다.)
- internet.t-mobile
- internet.mnc012.mcc345.gprs
- internet (주의: 이 APN은 사업자를 가지고 있지 않다.)
- prepaid internet (주의: 이 APN은 사업자를 가지고 있지 않고 공백을 포함한다.)